# Femininitet

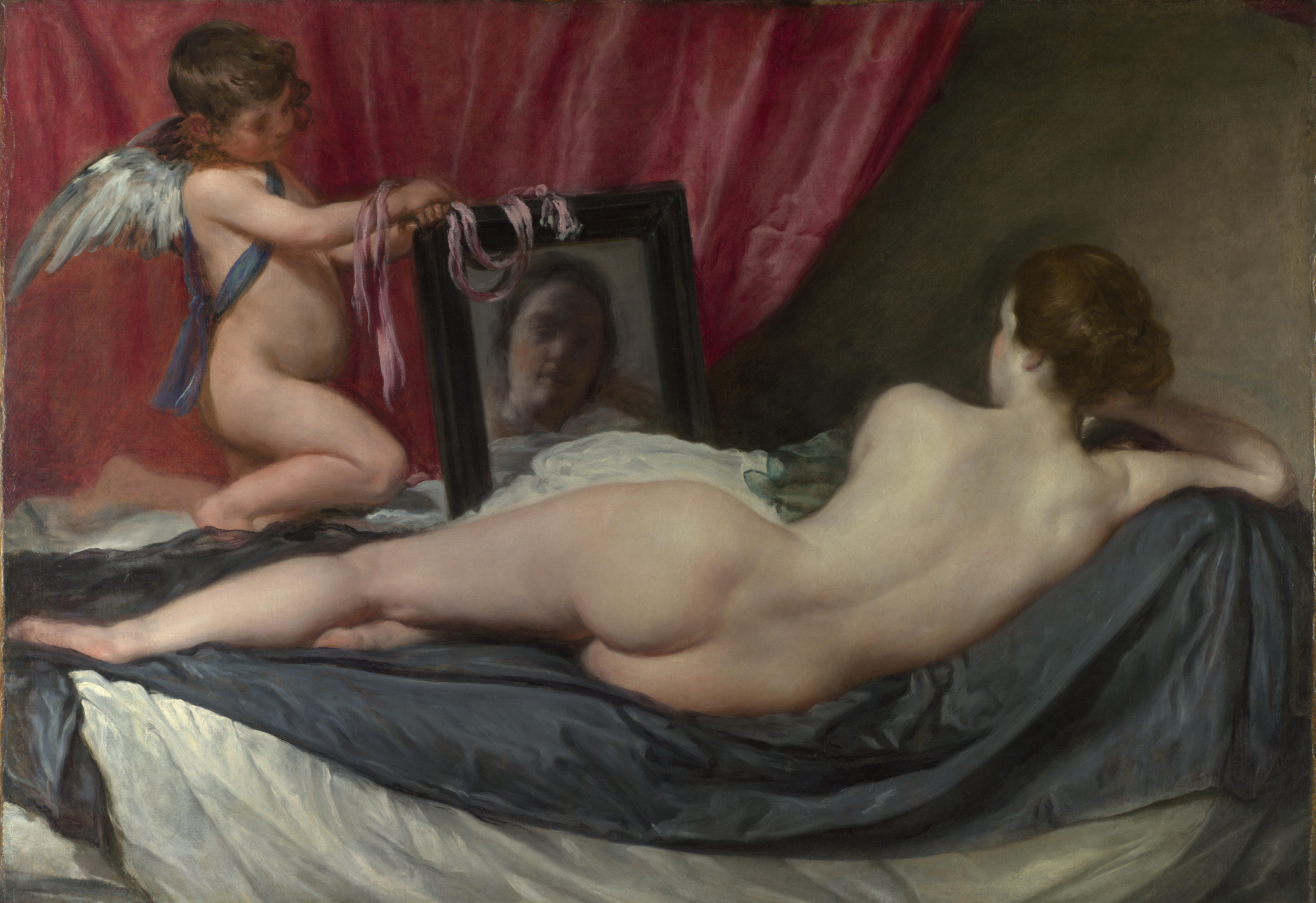
Venus med spegel (omkring år 1650) av Diego Velázquez.

Femininitet (lat. femininum, av femina kvinna),  är en uppsättning attribut, beteenden och roller som i allmänhet förknippas med kvinnor. Femininitet består av både socialt definierade, kulturellt traderade och konstitutionella faktorer. Detta gör att det skiljer sig från den enkla definitionen av biologiskt kvinnligt kön – kvinnor, män och transpersoner kan alla uppvisa och avsiktligt uttrycka feminina drag. 
Begreppen maskulinitet och femininitet beskrivs ibland som två aspekter av könsroller, men medan könsroller förknippas med vardagligt liv och utgör ”socialt och kulturellt betingade skillnader mellan könen vad avser beteende, värderingar, normer, föreställningar, resurser, makt och prestige” och ”ideologiska föreställningar om hur förhållandena mellan könen bör vara”, har maskulinitet/femininitet en betydligt bredare innebörd. 

## Femininitet i forskning
Fram till 1960-talet såg forskare könsroller (femininitet och maskulinitet) som önskvärda karaktärsdrag hos kvinnor respektive män. Men vid denna tid började feminister få gehör för att könsroller inte var givna av naturen, utan att de tillskrevs människor av kulturen. De menade att föreställningen att män skulle vara försörjare och kvinnor hemmafruar inte var en biologisk "naturlighet" utan en orättvis idé. En genomgående idé i genusforskningen har därefter varit att skilja på det biologiska könet (kön) och det socialt konstruerade könet (könsroll, genus). 
I den mansforskning som etablerades på 1970-talet, ett kritiskt svar på tidens kvinnoforskning, kom begreppet maskulinitet att bli forskningens centrala studieobjekt. Parallellt med detta begrepp kom begreppet femininitet att allt mer uppmärksammas i forskningen. 
Forskare har försökt mäta femininitet och maskulinitet med olika slag av personlighets- och intressetester. Sådan forskning har kritiserats, problemet har varit att definiera de egenskaper som ansetts vara avgörande. 
Femininitet är dessutom en dimension i Hofstedes kulturdimensionsteori.

### McCanns fyra femininiteter
Baserat på diskussionen kring toxisk femininitet (engelska: toxic femininity, se nedan) utvecklade Hannah McCann, kulturvetare vid University of Melbourne, 2022 en modell med olika slags femininitet och deras respektive förhållningssätt till den rådande maktordningen i samhället. Hon listade där ett antal olika karaktärsdrag och effekter hos olika slags femininitet, och huruvida vissa av dessa skulle kunna klassas som "toxiska". Hon såg olika typer av "rigida femininiteter" som bättre förklaringsmodeller för att förklara strukturer som begränsar oss inuti ett "toxiskt" könssystem. Bland annat skilde hon mellan fyra olika typer av femininitet:
- Betonad femininitet (Emphasised femininity)
- Hegemonisk femininitet (Hegemonic femininity)
- Normativ femininitet (Normative femininity)
- Patriarkal femininitet (Patriarchal femininity)

Den första av dessa följer den patriarkala strukturen, och den underordnar sig de rådande normerna kring könsroller i samhället. Den andra arbetar i lag med den hegemoniska maskulineten (den som har mest makt enligt könsmaktsordningen). Den tredje förstärker ideala sociala normer kring femininitet, särskilt i form av olika kroppsliga uttryck. Den fjärde reproducerar sociala normer som dikteras av en patriarkal struktur, och den kombinerar de andra typernas roll i att stärka patriarkala normer och strukturer.

## I samhällsdebatten
Femininitet och maskulinitet ses ofta som typiska eller eftersträvansvärda karaktärsdrag hos de båda könen. Samtidigt har senare års debatter (inte minst inom de olika feministiska vågorna) ofta kritiserat olika negativa beteenden som kan förknippas traditionella maskulina uttryck. Detta har senare lett fram till myntandet av det specifika samlingsbegreppet toxisk maskulinitet. Detta begrepp syns i debatten allt oftare, som komplettering eller ersättning till "patriarkatet" som allmän orsak till olika samhällsproblem.
På samma sätt har negativt beteende som påstås känneteckna en del kvinnor – inte minst gentemot andra kvinnor – på senare år samlats inom begreppet toxisk femininitet. I det sistnämnda fallet kan det utgå från en kvinnlig tendens att begränsa andra kvinnors eller mäns handlingsfrihet eller att överdriva och utnyttja kvinnliga könsstereotyper för egen vinning.